# Marko, papa
Marko, papa od 18. siječnja 336. do 7. listopada 336.

## Životopis
O njegovom životu se zna vrlo malo. Po "Liber Pontificalisu" rođen je u Rimu, a otac mu se zvao Priscus. Uveo je odredbu po kojoj papa, izabran od rimskih klerika, mora biti posvećen od biskupa iz Ostije. Također je sastavio i kalendar kršćanskih svetkovina te popis dotadašnjih papa i godišnjak značajnijih mučenika. Umro je prirodnom smrću, 9 mjeseci nakon početka pontifikata. Proglašen je svetim, a blagdan mu se slavi 7. listopada.